# Jagid-Lim
Jagid-Lim je bil kralj Marija, ki je vladal okoli leta 1834 do 1813 pr. n. št. Bil je amoritski  poglavar in ustanovitelj Druge marijske dinastije, ki je v Kraljestvu Mari vladala nekaj več kot stoletje. Prihajal je iz amoritskega plemena Bin-sim'ala, kar potrjuje pismo kasnejšega babilonskega kralja Hamurabija, v katerem poudarja narodnost svojega zaveznika Zimri-Lima, kralja Marija in Jagid-Limovega vnuka:
"Nihče mi ni priskočil na pomoč, razen velikih bogov in Zimri-Lima, kralja Binsimalitov."
Jagid-Lim   je sklenil zavezništvo z Ila-Kabkabijem, očetom slavnega Šamši-Adada, ki je takrat vladal v mestu Terka. Njun mirovni sporazum je bil kmalu prekršen. Začela se je vojna med Terko in Marijem, v kateri so bili uspešni zdaj eni zdaj drugi. Zanimivo je, da so predstavniki Ila-Kabkabijeve dinastije  za kršitev sporazuma obtožili Jagid-Lima. Sin Šamši-Adada v enem od pisem,  najdenem v Mariju,  opisuje takratne razmere, ki jih je dobro poznal. Besedilo se nanaša na obdobje, ko je bil Šamshi-Adad že močan kralj celotne Gornje Mezopotamije, njegov sin Jasmah-Adad pa je bil imenovan za njegovega guvernerja v Mariju. Odlomek besedila, ki omenja Jagid-Lima, se glasi:
"V moji družini ni nikogar, ki bi grešil proti Bogu: vsi držijo prisege, ki so jo dali v božjem [imenu].  V starih časih sta Ila-Kabkabi in Jagid-Lim prisegla, da bosta ohranila mir. Ila-kabkabi pred Jagid-Limom ni grešil [torej ni prelomil prisege]; nasprotno, Jagid-Lim je grešil proti Ila-Kabkabiju"
V drugem pismu, ki je bilo sestavljeno kasneje, je rečeno, da je Ila-Kabkabiju uspelo uničiti zid, ki je obdajal Mari ali se je nahajal v bližini mesta. Iz drugih virov je znano, da je Mari kasneje napadel Terko. Jagid-Lim je Ila-Kabkabija odstavil s prestola in Terko vključil v svoje kraljestvo. Ila-Kabkabi in njegova družina so bili prisiljeni zapustiti državo. Vsi razpoložljivi podatki kažejo, da so se zatekli v Babilon. O Šamši-Adadu, ki je bil takrat še zelo mlad, seznam asirskih kraljev pravi:
"Ko je bil Naram-Sin asirski kralj, je odšel v Karduniaš",
se pravi v Babilonijo.

## Vir
- В.В. Эрлихман. Древний Восток и античность. Правители Мира. Хронологическо-генеалогические таблицы по всемирной истории в 4 тт. Т. 1.

| Jagid-Lim Druga marijska dinastija Rojen: neznano Umrl: neznano |                                         |                       |
| Vladarski nazivi                                                |                                         |                       |
| Predhodnik: ustanovitev dinastije                               | Kralj Marija okoli 1834–1813 pr. n. št. | Naslednik: Jahdun-Lim |